# Parque nacional Ríos Salvajes de Oxley
El parque nacional Ríos Salvajes de Oxley (en inglés: Oxley Wild Rivers National Park) es un parque nacional en Nueva Gales del Sur (Australia), ubicado a 330 km al norte de Sídney, llamado así en recuerdo del explorador australiano John Oxley. En 1986 fue incluido dentro de la lista de sitios del Patrimonio de la Humanidad de la Unesco bajo la denominación conjunta Bosques húmedos Gondwana de Australia.

## Atracciones
El área del parque incluye los alrededores del río Macleay. Los visitantes pueden observar las cataratas del Wollomombi de 260 metros de caída, desde donde se puede observar la garganta Dangars. Hacia el sur del parque se encuentran las cascadas Apsley.
Los aborígenes estuvieron establecidos en Kundarang Este, dentro del valle del Río Macleay, en el parque.